# Новосад (Требішов)
Новосад (словац. Novosad) — село в окрузі Требішов, Кошицький край, Словаччина. Площа села 15,26 км². Станом на 31 грудня 2016 року в селі проживало 1010 жителів.
Протікає річка Хлмец.

## Історія
Перші згадки про село датуються 1318 роком.

## Населення
| Рік:            | 1994. | 2004.    | 2014.   | 2024.   |
| --------------- | ----- | -------- | ------- | ------- |
| Кількість осіб: | 921   | 1031     | 1027    | 1040    |
| Різниця:        |       | +11,94 % | -0,38 % | +1,26 % |

| Рік:            | 2023. | 2024.   |
| --------------- | ----- | ------- |
| Кількість осіб: | 1019  | 1040    |
| Різниця:        |       | +2,06 % |